# پالایچوری مورفو
پالایچوری مورفو (به لاتین: Palaichori Morphou) یک منطقهٔ مسکونی در قبرس است که در ناحیه نیکوزیا واقع شده‌است. پالایچوری مورفو ۱٬۱۹۶ نفر جمعیت دارد و ۶۸۶ متر بالاتر از سطح دریا واقع شده‌است.